# Valentyin Vitaljevics Lebegyev
Valentyin Vitaljevics Lebegyev (orosz: Валентин Витальевич Лебедев) (Moszkva, 1942. április 14. ) szovjet űrhajós.

## Életpálya
A középiskola befejezését követően Orenburgban egy éven keresztül a légierő navigációs iskolájának hallgatója. A moszkvai Repüléstechnikai Műszaki Főiskolán szerzett diplomát. 1966-óta Koroljov tervezőirodában űreszközök fejlesztésén dolgozott. Több tanulmány, szabadalma van.
1972. március 22-től részesült űrhajóskiképzésben. 1975-ben műszaki doktori címet szerzett, amit 1985-ben megvédett. Az űrhajós felkészítés időszakában is folytatta mérnökként, vezető kutatóként és módszertan oktatóként a tudományos munkát. Összesen 219 napot, 5 órát és 59 percet töltött a világűrben. 1968-ban a Zond–5 űrszonda kutatási eredményeinek értékelésével bízták meg. Szakmai felkészültségével részt vett a Szojuz, a Szojuz T, a Szaljut–4, a Szaljut–5, a Szaljut–6 tervezésében. Az orosz akadémia tagja. Az űrhajózástól 1993. február 25-én vonult vissza.

## Űrrepülések
A Szojuz–13 űrhajón 1973-ban fedélzeti mérnökként szolgált. Az átalakított Szojuz a második, kibővített energiaellátású kutató űrhajó volt.
Az 1982-ben pályára állított Szaljut–7 űrállomás, volt a Szaljut-program utolsó tagja, ahol hosszú távú (211 napos) szolgálatot teljesített. 300-nál több tudományos kísérletet vezetett , illetve tanulmányokat folytatott.
Bélyegen is megörökítették az űrrepülését.

### Tartalék személyzet
Szojuz–32 tartalék fedélzeti mérnök. Az űrhajó szállította a Szaljut–6 űrállomásra a 7. hosszú időtartamú személyzetet.

## Tudományos munkák
A kozmoszból visszatérve specialista lett az űrtérképtanból és geoinformatikából. 1989-től a tudományos munkának szentelte magát.1989-től az útmutatásával alapított Geoinformatikai Központ (GIC) igazgatója. Vezetése alatt egységesített technológiát fejlesztettek ki a térképek készítésére, ami az ökoszisztémák dinamikáját is előre jelzik. A technológia lehetővé tette a természetes környezetek többrétegű térképeinek az elkészítését miközben az időbeni változásokat is jelezte. Ez a technológia fontos szerepet töltött be Moszkva autóforgalmának értékelésében, a szükséges intézkedések megtételénél. Előre jelezhető vált a forgalom növekedése, a környezetre, a vízre, talajra és légszennyezettségre gyakorolt hatásmechanizmusával. Közreműködésével kidolgozták a Volga vízszintjének alakulását a tavaszi hótakaró olvadását követő áradás elemzése alapján, rögzítették a talaj nedvességtartalmát (téli hónapok alatt fagyott), és a környezet  aktuális változásának lehetőségeit. Tudományos kutatással, adatgyűjtéssel, elemzéssel lehetővé tették Moszkva utcai forgalmának és az automatizálás korszerűsítését.

## Egyéb pozíciók
- A Szovjetunió akrobatikai szövetség elnöke (1975–1991)
- A nemzeti olimpiabizottság tagja (1976–1991)

## Írásai
- 157 tudományos munka szerzője,
- 26 találmánya lett bejegyezve,
- Több publikációja jelent meg hazai és külföldi lapokban.
- Munkásságáról könyvet adtak ki, Oroszországban és az Egyesült Államokban.

## Kitüntetések
- Kétszer kapta meg a Szovjetunió Hőse kitüntetést és a Lenin-rendet.
- Megkapta a francia Becsület-rendet.
- 16 orosz város tiszteletbeli díszpolgára.
- 1978-ban egy kisbolygót neveztek el róla.

## Külső hivatkozások
- Valentyin Vitaljevics Lebegyev. astronautix.com. (Hozzáférés: 2012. június 1.)
- Valentyin Vitaljevics Lebegyev. spacefacts.de. (Hozzáférés: 2012. június 1.)